# Calcolo di Regge
Il calcolo di Regge è un formalismo matematico sviluppato da Tullio Regge nei primi anni sessanta allo scopo di semplificare lo studio della relatività generale, in particolare il calcolo delle soluzioni dell'equazione di campo di Einstein.

## Approssimazione simpliciale
L'idea di base del calcolo di Regge è quella di trattare una data porzione di spazio-tempo approssimandola mediante una triangolazione in simplessi. È possibile eseguire l'approssimazione per ogni varietà lorentziana (ovvero dotata di un tensore metrico con segnatura {\displaystyle (n-1,1)}). L'approssimazione si estende anche alla curvatura dello spazio-tempo quadridimensionale.
È possibile visualizzare meglio il ragionamento su una superficie bidimensionale: la triangolazione è costituita da 2-simplessi, ovvero triangoli, che intersecandosi determinano i loro vertici in comune. La somma degli angoli che insistono su un determinato vertice è strettamente legata alla curvatura: se è inferiore all'angolo giro (deficit angolare positivo) la curvature è positiva, viceversa (deficit angolare negativo) la curvatura è negativa.
Nel caso quadridimensionale,  l'intersezione dei 4-simplessi determina le 2-facce. Regge dimostrò che il deficit angolare, che contiene l'informazione sulla curvatura, può essere determinato dalla lunghezza degli spigoli in comune tra le 2-facce.

## Applicazioni e possibili sviluppi
Il calcolo di Regge permette di ottenere soluzioni approssimate delle equazioni anche in alcuni difficili problemi di relatività numerica in cui altre tecniche di calcolo si rivelano troppo complesse, ad esempio la simulazione della  collisione tra due buchi neri. 
L'idea alla base del calcolo di Regge è stata oggetto di generalizzazioni in numerosi campi, in particolare nello studio della gravità quantistica.